# Séisme de 1943 à Tottori
Le Séisme de 1943 à Tottori (鳥取地震, Tottori jishin) est un tremblement de terre majeur qui s'est produit dans la préfecture de Tottori, au Japon, le 10 septembre 1943. Le séisme a fait 1 083 victimes,.